# ТЕС Берруагія
ТЕС Берруагія (Berrouaghia) — теплова електростанція на півночі Алжиру, розташована у вілаєті Медеа за сім десятків кілометрів на південь від столиці країни міста Алжир.
Замовлена на початку 2005-го, станція стала однією з перших у цілому ряді об’єктів електроенергетики, введених в експлуатацію протягом 2000-х років для подолання існуючого в Алжирі енергодефіциту. ТЕС складається із двох встановлених на роботу у відкритому циклі газових турбін виробництва концерну Siemens типу SGT5-4000F потужністю по 250 МВт, при цьому газотурбінна конфігурація дозволила запустити станцію в роботу вже у 2006 році.
Як паливо використовують природний газ, що надходить по трубопроводу Ксар-Бухарі – Берруагія.